# Fatima Zohra Karadja
Fatima Zohra Karadja (sinh ngày 20 tháng 4 năm 1949) là Phó chủ tịch của Hội đồng Kinh tế, Văn hóa và Xã hội Liên minh châu Phi ở Bắc Phi.

## Sự nghiệp
Karadja sinh ra và lớn lên tại thủ đô Algiers của Algérie. Cô là một bác sĩ chuyên khoa nhi, có bằng Tiến sĩ Tâm lý học và chuyên làm việc với những trẻ em bị ảnh hưởng bởi các chấn thương. Là thành viên của Ủy ban Phụ nữ Châu Phi vì Hòa bình và Phát triển (AWCPD), cô đã tích cực tham gia các tổ chức phi chính phủ tại đất nước mình.
Ngoài ra, cô đã thành lập một mạng lưới các tổ chức phi chính phủ địa phương để gây xúc cảm và phổ biến những thông tin về sự phát triển bền vững và xây dựng hòa bình, và một cơ quan điều phối, bao gồm 6 tổ chức và 6 người phụ nữ Algeria nổi tiếng, để thúc đẩy AWCPD. Cô cũng thường xuyên liên lạc với Chủ tịch của mình để xin hỗ trợ các mục tiêu và hoạt động của AWCPD.
Karadja là Chủ tịch của Hiệp hội Association Nationale de Soutien aux Enfants en Difficulté en Institution (viết tắt ANSEDI). ANSEDI đã thành lập một đơn vị chăm sóc tâm lý và xã hội, cung cấp các nhu cầu cơ bản và điều trị tâm lý cho các nạn nhân bị ảnh hưởng của bạo lực. Đơn vị này tập trung vào phụ nữ, đặc biệt là những bà mẹ đơn thân, bằng cách chuẩn bị cho họ những vai trò làm mẹ. ANSEDI cũng tạo điều kiện cho các phụ nữ từ những phe phái đối lập đến gặp nhau để họ có thể thông cảm và đối thoại về quyền con người.
Từ năm 1974, Karadja đã chỉ đạo một trung tâm tiếp nhận những đứa trẻ bị cách ly khỏi gia đình. Trung tâm này cấp cho các em một ngôi nhà cho đến khi chúng có thể đoàn tụ với gia đình hoặc, nếu không thể, đến khi chúng được nhận vào một gia đình khác. Trung tâm cũng đóng vai trò trung gian trong các cuộc cãi cọ xảy ra trong gia đình và hỗ trợ các bà mẹ đơn thân phải đối mặt với sự từ chối và kỳ thị từ cộng đồng.